# Liste des navires amphibies français
Cette liste présente les différentes classes de navires amphibies ayant été en service dans la Marine française.

## Transports de chalands
Un transport de chalands est un navire doté d'un radier immergeable d'où sont mises à l'eau des barges qui acheminent à terre les forces qu'il emporte.
- L9020 Foudre (en) (1952-1962), Landing Ship Dock construit par les États-Unis en 1943, il sert dans la Royal Navy entre 44 et 47 comme HMS Oceanway, puis est transféré à la France.
- Classe Ouragan, transports de chalands de débarquement
  - L9021 Ouragan (1965-2007)
  - L9022 Orage (1968-2007)
- L9077 Bougainville (1988-2008), bâtiment de transport et de soutien (BTS)
- Classe Foudre, transports de chalands de débarquement
  - L9011 Foudre (1990-2011), vendu au Chili
  - L9012 Siroco (1998-2015), vendu au Brésil
- Classe Mistral, porte-hélicoptères amphibies
  - L9013 Mistral (2005), en service
  - L9014 Tonnerre (2007), en service
  - L9015 Dixmude (2012), en service

## Péniches de débarquement
Une péniche est un navire capable de naviguer en haute mer et de s'échouer sur un littoral pour y débarquer hommes et véhicules.
- Classe Laïta, Landing Ship Tank construits par les États-Unis entre 1942 et 1944, vendus à la France.
  - L9000 Liamone (1946-1951)
  - L9001 Laïta (1946-1964)
  - L9002 Orne (1947-1962)
  - L9003 Vire (1948-1957)
  - L9004 Rance (1947-1961)
  - L9005 Odet (1948-1962)
  - L9006 Chéliff (1948-1969)
  - L9007 Adour (1949-1955)
  - L9008 Golo (1951-1960)

- Landing Craft Infantry (LCI(L) puis LSIL), lancés aux États-Unis entre 1942 et 1944, revendus ou prêtés à la France après la guerre[1],[2],[3].
  - L101 puis L9040 (1946-1954), ex LCI(L)216
  - L102 puis L9041 (1946-1952), ex LCI(L)?
  - L103 puis L9042 (1946-1954), ex LCI(L)305
  - L104 (1946-1950), ex LCI(L)293
  - L108 puis L9043 (1950-1954), ex LCI(L)108
  - L109 puis L9044 (1947-1952), ex LCI(L)109
  - L201 puis L9045 (1946-1954), ex LCI(L)262
  - L202 (1946-1951), ex LCI(L)310
  - L203 (1946-1947), ex LCI(L)248?
  - L204 (1946-1947), ex LCI(L)174
  - L217 puis L9046 (1946-1955), ex LCI(L)217
  - L251 puis L9047 (1950-1956), ex LCI(L)251
  - L260 puis L9048 (1950-1956), ex LCI(L)260
  - L263 puis L9049 (1946-1953), ex LCI(L)263, coulé par une mine
  - LC270 (1946-1951), ex LCI(L)270
  - LC271 (1946-1947), ex LCI(L)271
  - LC1299 (1946-1947), ex LCI(L)299
  - L377 puis L9055 (1948-195?), ex LCI(L)377
  - Médecin Capitaine Le Gall (1952-195?), ex LCI(L)476, transformé en navire hôpital.
  - L508 puis L9050 (1949-1954), ex LCI(L)508, détruit par une mine
  - L9029 (1951-1956), ex LCI(L)698, transféré à la Marine vietnamienne
  - L9030 (1951-1954), ex LCI(L)715, détruit par une mine
  - L9031 (1951-195?), ex LCI(L)818
  - L9032 (1951-195?), ex LCI(L)1092
  - L9033 (1951-1954), ex LCI(L)871, transféré à la Marine vietnamienne
  - L9034 (1951-1954), ex LCI(L)699, transféré à la Marine vietnamienne
  - L9035 (1953-1956), ex LCI(L)702, transféré à la Marine vietnamienne
  - L9036 (1951-195?), ex LCI(L)710
  - L9037 (1953-1956), ex LCI(L)768
  - L9038 (1951-1956), ex LCI(L)872, transféré à la Marine vietnamienne
  - L9039 (1953-1957), ex LCI(L)875, transféré à la Marine Royale Khmère
- Landing Craft Support (LCS(L) puis LSSL) Mk3, lancés aux États-Unis en 1944/1945, prêtés ou loués à la France après la Seconde Guerre mondiale[4],[5].
  - LSSL1 puis L9021 Arbalète (1950-1954), ex LCS(L)2
  - LSSL2 puis L9022 Arquebuse (1950-1955), ex LCS(L)4
  - LSSL3 puis L9023 Hallebarde (1950-1955), ex LCS(L)9
  - LSSL4 puis L9024 Javeline (1950-1955), ex LCS(L)10
  - LSSL5 puis L9025 Pertuisane (1950-195?), ex LCS(L)28
  - LSSL6 puis L9026 Rapière (1950-1955), ex LCS(L)80
  - L?027 Framée (1953-1956), ex LCS(L)105
  - L??? Étendard (1953-1957), ex LCS(L)35
  - L??? Oriflamme (195?-195?), ex LCS(L)65
- Landing Ship Medium (LCT Mk7), construits par les États-Unis en 1944 et 1945, transférés à la France en 1954 qui les rends 2 ans plus tard[6].
  - L9011, ex LSM110, transféré à la marine vietnamienne
  - L9012, ex LSM355, transféré à la marine vietnamienne
  - L9013, ex LSM125
  - L9014, ex LSM316
  - L9015, ex LSM422
  - L9016, ex LSM478
  - L9017, ex LSM17
  - L9018, ex LSM58
  - L9019, ex LSM226, transféré à la marine vietnamienne
  - L9051, ex LSM85, transféré à la marine vietnamienne
  - L9052, ex LSM471
- Landing Craft Tank Mk8 L9061 (1965-1976), entré en service dans la Royal Navy en 1946 avec le nom de HMS Buttress puis vendu à la France.
- L9097 Issole (1958), caboteur de débarquement transformé en transport en 1973 (A734), retiré du service en 1977 puis vendu aux Comores.
- Classe Trieux[7], bâtiment de débarquement de char (BDC, équivalent LST)
  - L9003 Argens (1960-1985)
  - L9004 Bidassoa (1961-1987)
  - L9007 Trieux (1960-1988)
  - L9008 Dives (1961-1986)
  - L9009 Blavet (1961-1986)
- Classe Champlain, bâtiment de transport léger (BATRAL)
  - L9030 Champlain (1974-2004)
  - L9031 Francis Garnier (1974-2011)
  - L9032 Dumont d'Urville (1983-2017)
  - L9033 Jacques Cartier (1983-2013)
  - L9034 La Grandière (1987-2016)

## Barges et Chalands de débarquement
Une barge ou un chaland est une embarcation conçue, comme la péniche, pour plager sur un rivage, mais de trop faible envergure pour les longs voyages océaniques.
- Landing Craft Assault (LCA), construction britannique, acheté entre décembre 1945 et février 1946, au moins 28 unités[8].
- Landing Craft Support (Medium) (LCS(M)), achetées également à la Royal Navy[8]. 
  - SM1 La Vivandière (1946-1947)
  - SM2 La Tonkinoise (1946-1947)
- Landing Craft Vehicle & Personnel (LCVP), construits aux États-Unis pendant la seconde guerre mondiale, achetés à partir de 1946, la plupart sont rapidement modifiés pour le conflit indochinois pour ajouter du blindage et de l'armement. On en fabrique ensuite des copies en France renommées Engins d'Assaut  (EA), leur nombre atteint 150 en 1952[9]. Progressivement retirés du service, le dernier n'est cependant revendu qu'en 2014[10].

- Marinefahrprahm (MFP), barges de conception allemande, 3 construites en Provence et lancées en 1943.
  - MFP1, ex F946D (1945- années 50)[11]
  - MFP2, ex F885D (1945-1957)[12]
  - MFP3, ex F997D (1946-1957)[13]
- Landing Craft Mechanized (LCM), Ils subissent de nombreuses modifications pour assurer plusieurs types de missions en Indochine (transport, monitor, PC)[14].
  - Mark 1, fabrication britannique pendant la seconde guerre mondiale, 8 exemplaires achetés en 1946, retirés du services quelques années plus tard.
  - Mark 3 et Mark 6, construits aux États-Unis entre 1943 et 1945, transférés à la France entre 1952 et 1955, retirés du service entre les années 90 et 2001 (31 exemplaires)[15].
- Landing Craft Tank Mk3, construits au Royaume Uni pendant la Seconde Guerre mondiale, revendu à la France entre 1945 et 1949[16].
  - L9083
  - L9084
  - L9085
  - L9086
  - L9072 (1948-1960), ex LCT7016[17]
- Landing Craft Tank Mk4, même parcours que les Mk3[17].
  - L9060 (1948-1955), ex LCT1104
  - L9061 (1950-1956), ex LCT1126
  - L9062 (1946-1968), ex LCT1139
  - L9063 (1946-1956), ex LCT1156
  - L9064 (1949-1955), ex LCT1157
  - L9065 (1947-1964), ex LCT1187
  - L9066 (1950-1956), ex LCT1257
  - L9067 (1949-1956), ex LCT1276
  - L9068 (1949-1957), ex LCT1311
  - L9069 (1950-1961), ex LCT1313
  - L9070 (1946-1963), ex LCT1329
  - L9071 (1950-1961), ex LCT1348
  - L9080?[18]
  - L9082?
  - L9099?
- Landing Craft Tank Mk6 (renommés Landing Craft Utility en 1952), construits aux États-Unis pendant la Seconde Guerre mondiale, transférés à la France après le conflit[17].
  - L9085 (1953-1956), ex LCT622
  - L9086 (1952-1954), ex LCT1221?
  - L9090 (1948-1953), ex LCT696
  - L9091 (1946-1956), ex LCT720, transformé en navire atelier
  - L9092 (1946-1954), ex LCT799
  - L9093 (1946-1954), ex LCT834
  - LCT635 (1946-1951)
  - LCT1302 (1952-?)[19]
  - Incertains; LCT1301[20]
- Landing Craft Utility Classe 1466, évolution du LCT Mk6, ils sont construits aux États-Unis à partir de 1952. Prêtés ou loués à la France, peu servent vraiment et les informations sont contradictoires à leur sujet. La plupart sont rapidement voir directement transférés aux marines sud vietnamienne et cambodgienne[21],[22],[23],[24].
  - L9073 (1955), ex LCU1594 (ou LCU1420?)
  - L9074 (1955), ex LCU1595 (ou LCU1466?)
  - L9075 (1954), ex LCU1503 (ou LCU1475?), perdu en mer lors de son transfert
  - L9076 (1954/55), ex LCU1479
  - L9077 (1954), ex LCU1503? perdu en mer lors de son transfert
  - L9078, ex LCU1594?
  - L9079, ex LCU1595?
  - L9087 (1953-1956), ex LCU1501
  - L9088 (1954-1956), ex LCU1502
  - L9089 (1954), ex LCU1480
- Landing Craft Gun (Medium) LCG 111 puis L9059 (1948/49-1956), acheté à la marine britannique[25].

- Chaland de transport de matériel (CTM)[26]
  - CTM 1 (1965-1982)
  - CTM 2 (1965-1990)
  - CTM 3 (1965-2004)
  - CTM 4 (1966-1986)
  - CTM 5 (1966-2000)
  - CTM 6 (1966-1988)
  - CTM 7 (1966-1985)
  - CTM 8 (1967-1985)
  - CTM 9 Mayumba (1967-2000)
  - CTM 10 Guéréo (1967-1997)
  - CTM 11 (1967-1983)
  - CTM 12 (1967-2000)
  - CTM 13 (1967-1995)
  - CTM 14 Tchibana (1967-1999)
  - CTM 15 Koutio (1972-1999), donné à la Côte d'Ivoire
  - CTM 16 (1972-1999), donné à la Côte d'Ivoire
  - CTM 17 (1982-2015), vendu au Brésil
  - CTM 18 (1982), en service en 2015
  - CTM 19 Do Ha (1983-2011), vendu au Chili
  - CTM 20 Néké Grav (1983), en service en 2015
  - CTM 21 Guéréo (1982), en service en 2015, mis en réserve en 2024
  - CTM 22 Kien An (1982), en service en 2015
  - CTM 23 Song Can (1983), en service en 2015
  - CTM 24 (1984-2011), vendu au Chili
  - CTM 25 (1984), en service en 2015
  - CTM 26 (1985), en service en 2015
  - CTM 27 Indochine (1986), en service en 2015
  - CTM 28 Tonkin (1988), en service en 2015
  - CTM 29 Nui Dho (1988), en service en 2015
  - CTM 30 ? (1989), en service en 2015
  - CTM 31 ? (1992), en service en 2015
- Engin de débarquement d'infanterie et de chars (EDIC, équivalent LCT)
  - 1re génération:
    - L9091 (1958-1988)
    - L9092 (1959-1988)
    - L9093 (1959-1988)
    - L9094 (1959-1993)
    - L9095 (1959-1974), vendu au Sénégal
    - L9096 (1959-1983), vendu au Liban

  - Bâtiment Annexe Atelier:
    - L9081 BAA 9081 (1965-1977)
    - L9082 BAA 9082 (1965-1985), vendu à Madagascar
    - L9083 BAA 9083 (1966-1986)

  - Bâtiment Annexe Magasin Electronique:
    - L9084 BAME 9084 (1965-1982)

  - Type 61:
    - L9070 (1967-2000)
    - L9071 (1967-1977)
    - L9072 (1969-1993)
    - L9073 (1969-1986)
    - L9074 (1970-1997)

  - Type 700:
    - L9051 Sabre (1987-2010), vendu au Sénégal
    - L9052 Dague (1987-2012), vendu à Djibouti
- L9090 Gapeau (1987), en service en 2019.
- Chaland de débarquement d'infanterie et de chars (CDIC, équivalent LCT)
  - L9061 Rapière (1988-2011), vendu au Chili
  - L9062 Hallebarde (1989-2014), vendu au Brésil
- Engin de débarquement amphibie rapide (EDAR)
  - L9092 (2013), en service
  - L9093 (2013), en service
  - L9094 (2013), en service
  - L9095 (2013), en service

## Autres sources
- (en) Ivan Gogin, « French Navy : AMPHIBIOUS SHIPS AND CRAFT », sur navypedia.org, 2017